# 假面騎士Amazons角色列表
假面騎士Amazons角色列表展示於Amazon Prime・video 放映的特攝劇集《假面騎士Amazons》各個角色。

## 假面騎士
水澤悠（みずさわ・はるか）（藤田富飾。）
假面騎士Amazon Omega、假面騎士Amazon New Omega的變身者。
S1主人公，外貌為約為20歲的人類青年。實際上為S1時間點的2年前製造出的Amazon實驗體，因此不具有超過2年以前的記憶。與由Amazon細胞培養成的實驗體和作為人類移植了Amazon細胞的仁不同，為在Amazon細胞中移植了人類基因的“ 第三類Amazon ”。
S2 Episode 8回憶篇中提及其與仁之間有多次戰鬥並被盯上，而且因過去的因緣在惟由和千翼面前出現，為阻止小守而回歸驅除班。後強化成為了Amazon New Omega。
其中一次本有機會殺死仁卻無法下手，換來的是更多同伴被仁驅除，悠也被守等人責怪而被迫離開群體。因追尋仁而結識了仁大學時期的恩師，同時也是惟由之父的星野始，也得知了七羽懷孕的事情。
受七羽所託與星野一同尋找人與Amazon共存的方法。在千翼出生後告知仁千翼的名字，為阻止仁並保護七羽母子而與其打鬥，後被仁貫穿腹部，也誤使仁視力受損。最後在與星野的研究中發現了溶原性細胞的存在。
因感染了千翼的Amazon細胞而Amazon化的星野因食人衝動殺害並啃食了家人並被受星野大女兒邀請前往星野家為其祝壽的悠驅除，惟由也因此死亡後被改造為Sigma型Amazon。
鷹山仁（たかやま・じん）（谷口賢志飾）
假面騎士Amazon Alpha的變身者。
38歲的壯年男性。有著表裡不一的“ 豪放磊落 ”卻狂野的性格。但是，在與七羽相遇後，一開始的性格變了，並開始向她撒嬌了。原來是野座間製藥特殊研究開發總部所屬的細胞生物學者，為了消滅以包括實驗體與自己在內的所有Amazon，而自行植入Amazon細胞成為後天的Amazon。
S2中因特拉洛克的毒氣而負傷，總算活下來。Episode7中正式出現在千翼等人的面前，稱尋找千翼已經很久了，被千翼叫作“父親”。
S2 Episode 8回憶篇中提及特拉洛克作戰後一段時間變得意志不清，只剩下驅逐Amazon的念頭。期間與悠有多次戰鬥，驅除了大量殘存的Amazon。而這期間七羽懷上了仁的孩子，在仁的意識恢復清醒並得知了其懷孕的消息後，試圖阻止七羽生下同為Amazon的孩子而找到了大學時期的恩師，即惟由之父的星野始。
同樣身為人父的星野在了解事件經過後希望將七羽留在自己這裡方便照顧，並試圖勸阻仁的行為。後悠追尋他而來，因七羽二人出現與自己剛恢復不久而暫時離開七羽一段時間，悠也因此與星野結識，並受七羽所託尋找人與Amazon共存的方法。
察覺到千翼的出生後仁再度找到星野，為驅除兒子而要求其告知母子二人所在，因發生爭執星野被摔碎的採集有千翼血液樣本的試管碎片劃傷而被感染。
從試圖保護七羽母子的悠那兒得知千翼的名字，拒絕其勸誡後與其爭鬥，二人均受重傷，在擊穿悠的腹部的同時仁也因為被悠劃傷雙眼導致視力受損。
嗅出了千翼身上的七羽的味道，似乎知道了七羽被其啃食而Amazon化的事情，宣告自己要將其驅除掉。
S2中因為視力受損，變身時眼部變成白色，戰鬥時以聲音和氣味找出對手，攻勢也較為粗暴。
Last Episode中打算與七羽一同被驅除時被七羽所救，在驅除了千翼後又恢復了流浪的生活。
前原淳（まえはら・じゅん）（朝日奈寛飾）
假面騎士Amazon Sigma的變身者。
20歲男性。擁有精悍的面容的青年。三崎給他起的外號是“ 大叔 ”。頭腦明晰且興趣是下國際象棋。作為驅除班的一員，他的本領是以靈活的頭腦建立並貢獻入侵的戰略立案。但是被大瀧變成的蜻蜓Amazon啃食而殉職。
其後遺體被橘秘密回收用作新型的Amazon細胞移植，作為“ 第四類Amazon ”復活。具有生前的記憶但原本的人格已喪失，作為國際經營戰略本部的生物武器而默默地完成任務，以壓倒性的戰鬥力襲擊假面騎士和驅除班。
最後被假面騎士Amazon Alpha、假面騎士Amazon Omega和驅除班聯手擊敗，並被鼴鼠Amazon從背後給予了最後一擊，從而第二次死亡。
死時十分安寧，由原來同隊的成員將作為隊伍的證明的5日元硬幣贈予了已死去的他。
千翼（ちひろ）（前嶋曜、高橋琉晟（幼年時期）、田口翔太（少年時期）飾）
假面騎士Amazon Neo的變身者。
Season 2的主人公。幼年時期被Amazon養大的少年。實際是七羽與仁之子。外觀年齡約18歲，實際為S1時間點之後出生，因具有Amazon細胞固成長速度極快。被天生的吃人衝動所驅使著。從4C中逃出來後，所屬於邀請自己加入的不良集體TEAM X，並通過狩獵Amazon獲得收入。作為交換的是住所的提供。在戰鬥中，與惟由相遇，為了保護她，而所屬於黑崎隊。
S2 Episode 8回憶篇中確認千翼是仁在特拉洛克過後的長期神誌不清時與七羽生下的孩子。意識清醒後的仁得知了七羽懷孕的消息後，試圖阻止七羽生下同樣是Amazon的兒子而找到了大學時期的恩師，同時也是惟由之父的星野始。
同樣身為人父的星野在了解了事件經過後建議仁暫時將七羽留在自己這裡方便照顧，並試圖勸阻仁的行為。而後仁在面對追尋他而來的悠因剛恢復不久而暫時離開了一段時間，悠也因此與星野結識，並受七羽所託尋找人與Amazon共存的方法。
仁在察覺到千翼的出生後為驅除孩子再度找上門來，被星野告知其七羽產子後為了保護孩子而已經離開，期間兩人發生爭執，星野被摔碎的採集有千翼或是仁血液樣本的試管碎片劃傷而被感染。
在問出七羽母子所在找尋而來，卻被為保護七羽母子而來的悠告知了二人已經離開到了別的地方，同時也告知其千翼的名字並試圖勸說仁妥協，未果後發生打鬥，二人均受重傷。幾乎與此同時嬰兒的千翼咬傷了母親七羽的手指。
沒過多久迅速成長的千翼在與七羽玩耍時產生了食人衝動，並在野外宿營時克制不住自己咬傷了七羽，其後Amazon化的七羽被4C驅除，千翼被4C所保護起來，另一邊因感染而Amazon化的星野因食人衝動殺害並啃食了家人並被悠驅除，惟由也因此死亡後被改造為Sigma型Amazon。也就有了S2故事的開端。
Last Episode中在惟由死亡後為了生存而反抗到底，最終被悠與仁驅除。

## 假面騎士的關係人物
水澤美月（みずさわ・みづき）（武田玲奈飾）
17歲至22歲，與悠有母系单方面血緣關係的姐姐（心理表现为妹妹）心中牽掛著體弱的“哥哥”。在學校被不良女子團體所疏遠而孤立。
S2中所屬於Amazon驅除部隊·青山隊，狩獵著Amazon，青山隊幾乎全滅後被分配到了黑崎隊。
在之前的訓練期間，主修壓裂彈的使用。
多次与悠相遇，本来下定决心驱除悠的她又开始犹豫不已，在被黑崎武训斥后彻底下定决心。Last Episode中放棄驅除悠並希望其好好活下去。
泉七羽（いずみ・ななは）（東亞優飾）
與仁一起行動的搭檔兼戀人，25歲。千翼之母。
自身是徹底的現實主義，對仁突破自身能力的生活方式感到共鳴，覺得悠這樣善良的生活方式也並不壞。
平時就像仁的飼養者，而仁也不敢違抗她的命令。仁出戰時必定會送上接吻，但有時心情不好時也會毫不留情地責罵仁。
S2 Episode 8中判明其與鷹山仁正是千翼的父母。懷孕期間為生下兒子而不顧仁阻撓，拜託悠與星野一同尋找人與Amazon共存的方法並在二人的幫助下隱匿產下了千翼。
在千翼出生後仁再度找上門來時被雖是嬰兒卻過早的長出了牙的千翼咬傷了手指。沒過多久迅速成長的千翼在與七羽玩耍時因食人衝動咬傷了七羽，似乎因千翼的感染而Amazon化後的七羽被4C驅除，千翼被4C所保護起來，也就有了S2故事的開端。
而後疑是其Amazon化後的遺體被守等人作為原生體用以感染人類製造新種Amazon以增加同伴報復人類。
在守所藏匿的另一個原生體「海月Amazon」出現在悠和美月面前時，浮現了她的面容，令兩人十分吃驚，最後在被驅除班用壓裂彈驅除時將試圖同歸於盡的仁推開。
惟由/烏鴉Amazon（白本彩奈、八田久翠（幼年時期）飾）
S2中被Amazon化的父親殺死後、作為淳一樣的Sigma型Amazon復活的少女。16歲。與黑崎隊一同狩獵著特拉洛克後殘存的Amazon。
左眼在生前被啃食，目前裝置了義眼。
因為是屍體而沒有感情，只有在哼父親喜歡的歌的時候可以察覺到她作為人類的本性。
悠在惟由生前與她相識，也在她眼前殺了始，第3話見面時當面將慶生的花給了她。
因橘命令啟動的臂環中的廢棄程序手臂開始腐壞，Last Episode最終因廢棄程序而短暫恢復了人格並對千翼告白自己很開心，最終第二次“死亡”。
星野始/禿鷲Amazon（山崎潤飾）
惟由之父。大學教授，但在自己生日那天化作了禿鷲Amazon，將一家人慘忍殺害，而後被生前結識的為慶生而來的悠所驅除。大學時代的仁的老師。

## 佩斯頓服務驅除班
志藤真（俊藤光利飾）
佩斯頓服務驅除班的帶隊男性，41歲。被三崎稱為“ 真哥 ”。原警視廳特殊部隊員，為了賺取與自己分居的兒子的治療費而加入驅除班。福田是他警視廳時代的同期。
性格冷淡，對用全名來稱呼驅除班的成員全員感到麻煩的好性格。在對Amazon的存在抱有疑問的同時也為了報酬而認真執行著驅除工作。基於豐富的實戰經驗而在戰鬥中冷靜地發揮著領導的才能。
特拉洛克作戰成功並且驅除班解散後因守下落不明而以喝酒的方式埋頭度日，向加納抱怨兒子的手術費仍然不夠並告訴了相關的所有事情。在聽到已確認發現了疑似悠和守的Amazon後重組了驅除班。
S2中成為了俱樂部的老闆，收留了從4C逃出的千翼。Episode 3在驅除了Amazon化的阿琢後召集夥伴重新開始狩獵。
阿守/鼴鼠Amazon（小林亮太飾）
被野座間製藥以M的識別代號管理著的Amazon。被三崎叫做“ 小守 ”。變身時需要弄破制服。心理年齡上極其幼稚。在驅除班中固執於“ 團隊 ”和“ 漢堡包 ”進行著。
因純真的性格，被成員們視作吉祥物疼愛着。
變身後會變成堅韌的性格，與望和悠在最前線作戰。在經歷了大瀧和前原犧牲以及與悠的交流後作為戰士而成長着。
但在對螃蟹Amazon的餐廳的強襲戰中為補充能量而進食了人肉肉餅，而開始對人肉的氣味產生了食人衝動。同時對最愛吃的漢堡也喪失了興趣，臂環的藥劑供給仍然持續，第12話襲擊三崎並啃食其左手。
途中因自己送出的5日元硬幣的項鍊而取回理智，對自己的行為產生了恐懼而逃走。最後與悠一同離開了驅除班，在特拉洛克作戰中生存了下來，開始為了保護剩餘的1000匹Amazon而與仁對抗。
與悠一起逃脫後成為了在特拉洛克作戰中倖存的1000匹Amazon體中的1匹，在被重組的驅除班的勸誘下，依旧選擇了與Amazon們一起走下去的道路。
S2中與悠訣別，Episode 4中與特拉洛克作戰後殘存的Amazon們一同出現在前來調查Aroma Ozone的水源的驅除班面前。
Episode 5中證實為往Aroma Ozone水源中投放溶原性細胞原生體殘肢的元兇，原生體的來源疑似泉七羽的屍體。
Episode 10本想捨身保護原生體卻被其他同伴以死為代價掩護逃走，但仍被壓裂彈餘波打成重傷。
Last Episode中得知福田因自己的錯而親手驅除了Amazon化的母親後自責，為了擋下福田對水母Amazon發射的壓裂彈而被驅除，最後只留下了代表著驅除班友情的硬幣。
高井望（宮原華音飾）
驅除班的一點紅，22歲。被三崎叫做“ 小望 ”。
志藤一樣的語調粗魯但想把所賺取的錢用來資助養育自己的孤兒院，擁有一顆溫柔的心。
擅長空手道，使用匕首和電磁護腿以血肉之軀進行接近戰。
S2 Episode 3中決定與志藤和三崎重新開始狩獵。
三崎一也（勝也飾）
35歲男性。嘴邊留著鬍子，有著原欺詐師的另類經歷。
話太多。為人很好，喜歡給志藤在內的伙伴起外號，對人態度也柔和。也因此屢次粗率地處理事情並發牢騷。
生來擅長於社交，在驅除Amazon的作戰中時對著隊友瞎起哄的情況也多。對作為Amazon的守以“ 與實驗體不同的存在 ”明確區別並特別疼愛著，第12話中被吃人衝動驅使著的鼴鼠Amazon捕食，並被其啃食掉了左手。
儘管如此也相信著團隊成員的守，在福田試圖開槍時出手製止。其後在被啃食掉的左手部位移植了義肢。戰鬥時的主武器是散彈槍。
特拉洛克作戰成功的同時也失去了報酬與左臂，此外也得不到全額的傷殘津貼以償還債款的事情也在最終話可看出。
S2 Episode 3中決定與志藤和望重新開始狩獵。Last Episode中再次被守啃傷。
福田耕太（田邊和也飾）
35歲男性，主要負責作業車駕駛等後方支援。
雖然不愛說話，但卻會在大量Amazon的攻擊下為了死去的同伴而流下眼淚，隱藏著一顆牽掛朋友的赤誠之心。
原警視廳特殊部隊出身，從那個時候起成為志藤的部下。愛稱是“ 阿福 ”。父親過世，母親年輕時患上了癡呆症，需要一筆看護費。
S2中為了賺取母親的護理費，而所屬於4C的驅除部隊·黑崎隊，繼續擔當狙擊的任務而狩獵著Amazon。
Episode 10中其母因飲用了Aroma Ozone的飲用水而Amazon化逃出了醫院，後出現在開車趕往醫院的福田的面前。Episode 11表明其忍痛親手消滅了Amazon化的母親。
Episode 12中攜帶著從4C拿走的一發壓裂彈與驅除班匯合，似乎決意驅除過去未能下手而引發了現在一連串悲劇的守。
Last Episode中用壓裂彈消滅了原生體（七羽）與主動阻擋攻擊的守。
大瀧龍介/蜻蜓Amazon（馬場良馬飾）
31歲的男性。驅除班的分析和戰術擔當，有著熱血的性格。
真面目是蜻蜓Amazon，受蜘蛛Amazon（等級“ B ”）的攻擊而受重傷時投藥中斷，向志藤道歉後因無法控制變回了原形。
變身後失去理智，打算奪取蜘蛛Amazon的獵物，也變為攻擊性的好戰性格。Amazon時的等級是“ B ”。
在人類態的時候，希望作為人類融入社會，有著溫柔且和善的性格，也表示了“ 自己也像阿守一樣努力去做過了 ”。但是隨著時間的推移打電話讓志藤等人到自己所在，打算釋放自己野獸的本性。
因空腹難忍而襲擊同伴並啃食，後被突然闖入的Amazon Omega消滅。

## 野座間製藥
水澤令華（加藤貴子飾）
43歲女性。擔任著著特殊研究開發本部長，Amazon項目的最重要的負責人，另外也可以對佩斯頓服務驅除班直接下達指令。
是悠和美月的母親，其私下態度和工作時一樣很嚴格。但是迫使悠注射藥劑後會在自己的房間裡露出糾結的表情之類的，表現出作為母親的關愛。
但是，悠是其在Amazon細胞植入了自身的基因後而被製造出來的（在某種意義上確實是“ 母親 ”），是一個難以名狀的人物形象。
在自身立場可能因悠的真面目暴露而受到威脅的時候立刻將他稱為“ 為抓捕Amazon而製造的作為驅除班所屬新戰力的Amazon ”而免於危機，
接著，對在人類和Amazon的界限上搖擺不定的悠用“ 你想知道自己是不是人類。那得由你自己去探尋吧 ”的話作為激勵，並把他送去戰鬥。
S2中與加納省吾有聯繫，並通過志藤將新腰帶交給了悠。在從臨死前的加納處得知原生體的相關情報後與悠等再會面，最初是打算獲取原生體的樣本才與原驅除班聯繫上，在查知了原生體的危險性後請求驅除班將原生體驅除。
橘雄悟（神尾佑飾飾）
43歲的男性。作為國際經營戰略本部長密切關注著Amazon項目，最終會考慮把Amazon作為生物兵器，用來為自家公司與自己的利益做貢獻。
在心中隱藏著那樣的野心的同時，整天都想方設法地籌劃著削弱項目領導人令華手中掌握的實權。
第9話中在完成了使用新型Amazon細胞製造的生物兵器的同時顯露出了本性。
因使用了新型的Amazon細胞的生物武器的完成而拜託了天條一方從加納處奪取了複製的Amazons驅動器，同時也開始了對特拉洛克作戰的干擾，但最終以失敗告終。
S2中擔任新設立的4C的隊長。並給予了千翼的成長並使其開始Amazonz的戰鬥變身裝備，也是將惟由改造成Amazon的人，極力排斥令華屬下的原驅除班的成員。
Episode 9中被Amazon態的千翼用觸手勒緊緻難以呼吸並被撕扯而身負重傷，但即使差點被撕成兩半仍活了下來，在回復意識後下達了將惟由廢棄的命令。Last Episode末尾為了徹底完結Amazon事件而宣告開始新的Sigma項目。
加納省吾（小松利昌飾）
令華直屬的秘書，42歲，男性。總是面無表情，完全不明白其到底在想著什麼，一直平靜地跟在令華身後。
在與驅除班的窩點和摩托車的尾氣等不干淨的地點與東西的接觸後有著用手帕摀嘴的毛病。
S2中擔任成為了新設立的4C的隊長橘的秘書。但只是「被派遣來而暫時合作」而已。
在監督將千翼冷凍保存的作業時被暴走的千翼撕成兩半，死前仍使盡最後一口氣冷靜的完成自己的職務，並向水澤令華回報原生體相關的情報，向水澤令華道別後身亡。
天條隆顯（藤木孝飾）
野座間製藥的會長，男性。72歲。能對刺頭的干部施以巨大壓力的老人。
因考慮到被放出到社會的Amazon的驅除工作會給公司的發展很重要，而讓看不見嚴峻的現實情況的干部們觀看Amazon驅除工作的實況轉播。
批判了國際經營戰略本部的Amazon Sigma是“ 品性最低劣的 ”，並預見了從特殊研究開發本部的特拉洛克作戰是對Amazon進行優勝劣汰的必要的一步。
把Amazon評價為全新的生態系的一部分，將自身的慾望寄託在了其真正價值上因而抱有巨大的期望，那種心境的吐露被仁以“ 最奇怪的是你吧 ”所批評。
疑是兩年以前實驗體逃脫事件的主謀。S2中體弱病倒在床，由令華陪伴著，提醒想要將原生體驅除的令華事情是不會輕易解決的。
澤口（柴田明良飾）
野座間製藥特殊研究開發本部的研究人員。
受令華的命令，從事著Amazon驅除作戰的“特拉洛克”行動。

## TEAM X
長瀨裕樹（赤楚衛二飾）
撿回從4C逃出的千翼的17歲的高中生。暱稱為“ 裕樹 ”。
討厭無聊的高中生活，以千翼為契機，和夥伴們一起開始消滅Amazon。
和伊羽原來是同班同學。實際有著熱情的一面。
被Amazon化的阿琢襲擊，後被房東志藤開槍所救。之後志願進入了志藤的驅除班，為了討伐什麼也不知道就犧牲了的阿琢和健太的仇，而發誓向Amazon復仇。
在得知惟由已經是屍體後，本試圖聯合惟由驅除Amazon，但卻對其產生了憐憫。在得知千翼正是引發一連串事件的原生體，選擇站在千翼一方，並竭力制止遵從黑崎命令而試圖驅除千翼的惟由，更為了阻止試圖驅除千翼的千翼之父仁而被其打暈。在惟由與千翼都死亡後重新回歸學園生活。
山下琢己/狒狒Amazon（三浦海裡飾）
暱稱為“ 阿琢 ”。 S2 Episode 2中因在打工的地方飲用了Aroma Ozone的飲用機的水而感染了溶原性細胞，化作狒狒Amazon後襲擊了健太，並被趕來的志藤驅除。
北村健太（堂本翔平飾）
17歲的同伴的少年。暱稱為“ 健太 ”。被Amazon化的阿琢襲擊失去了一條腿。

## 4C
黑崎武（三浦孝太飾）
擔任著4C的驅除部隊之一・黒崎隊的隊長。擁有過去在美國所屬於特殊部隊的經歷。以生死作為驅除Amazon，離家出走人者般的言行引人注目。對曾經是悠與守時同伴的福田，以其是Amazon的同伴而持有不信任感。休假時以甜點為樂。喜好甜食。
札森一郎（籾木芳仁飾）
政府派遣到黑崎隊的文官。戰鬥能力全無，但所屬於黑崎隊並從事於搜索網絡的工作，負責通過網絡情報尋找Amazon的所在。休假時在男子美容院度過。
在橘因暴走的千翼Amazon態的攻擊而身受重傷處於緊急搶救中時，被黑崎強行推上代理局長的位置。在橘出院後被橘命令而無意啟動了惟由的放棄程序，而自認為第一次親手“殺”掉了Amazon，並從代理局長的位置上退下。